# فاروق فخرالدینی
فاروق فخرالدینی (زاده ۱۳۲۱ در اسکو) عضو و سرمربی سابق تیم ملی والیبال ایران است. وی برادر فخرالدین فخرالدینی، فرخ فخرالدینی و فرهاد فخرالدینی است. وی سابقه دو دوره قهرمانی باشگاه‌های ایران (جام پاسارگاد) را در کارنامه خود دارد.